# Stropkov
Stropkov  este un oraș din Slovacia. Localitatea se află la altitudinea de 202 m deasupra n.m., se întinde pe o suprafață de 24,67 km2 și în 2017 număra 10 654 de locuitori.

## Istoric
Localitatea Stropkov este atestată documentar din 1404.

## Demografie
| An:                | 1994   | 2004   | 2014   | 2024    |
| ------------------ | ------ | ------ | ------ | ------- |
| Număr de persoane: | 10.411 | 10.822 | 10.762 | 9683    |
| Diferență:         |        | +3,94% | −0,55% | −10,02% |

| An:                | 2023 | 2024   |
| ------------------ | ---- | ------ |
| Număr de persoane: | 9788 | 9683   |
| Diferență:         |      | −1,07% |